# Ian Matos
Ian Carlos Gonçalves de Matos (* 24. April 1989 in Muaná; † 21. Dezember 2021 in Rio de Janeiro) war ein brasilianischer Wasserspringer.

## Leben
Ian Matos wurde 1989 in Muaná geboren und wuchs in Belém auf. Im Alter von 17 Jahren begann er mit dem Wasserspringen. Er schrieb sich an der Universidade de Brasília für ein Pädagogikstudium ein und trainierte fortan in der brasilianischen Hauptstadt.
2010 konnte Matos drei Bronzemedaillen bei den Südamerikaspielen in Medellín gewinnen. Es folgten drei Teilnahmen an den Panamerikanischen Spielen (2011, 2015 und 2019), zwei Weltcup- und Universiade-Teilnahmen sowie eine WM-Teilnahme. Bei den Olympischen Sommerspielen 2016 belegte er zusammen mit Luiz Outerelo den achten Platz im Synchronspringen vom 3-Meter-Brett.
2014 bekannte Matos sich als einer der ersten brasilianischen Sportler öffentlich zu seiner Homosexualität.
Matos starb am 21. Dezember 2021 im Alter von 32 Jahren an den Folgen einer Lungenentzündung in Rio de Janeiro.